# Make a vow
「Make a vow」（メイク・ア・ヴァウ）は、LUNA SEAの配信限定シングル。2020年4月15日深夜にSLAVE（FC）限定で先行配信されたのち、同月28日より各種サブスクリプションにて配信された。

## 概要
この曲は当時、新型コロナ禍において「まだ出口が見えない現状に不安が募るであろう「SLAVEのみんな」に寄り添いたい」というメンバーの想いから、急遽制作が決まったという。発案からわずか2週間で、スタジオに集まるのではなくそれぞれの環境から遠隔で音を重ねていく手法で作り上げたとのこと。元々は10thアルバム『CROSS』の頃からあった曲で、その時点ではゆっくりした少しダークな曲であったが、SUGIZOがRYUICHIに「明るい曲にするから」と言いアレンジをしていった。
また、リリース前の23日にはSUGIZOによる演奏動画が公開、メンバーが持ち寄ったスマートフォンによる自撮り撮影で構成されたミュージック・ビデオも、28日よりプレミア公開された。

## 収録曲
1. Make a vow
作詞・作曲・編曲：LUNA SEA
RYUICHI原曲/SUGIZOアレンジ
RYUICHIがアコースティックギターを演奏する曲である。